# George Town Road
Die George Town Road ist eine Ausfallstraße im Nordosten des australischen Bundesstaates Tasmanien. Sie schließt die nördlichen Vororte von Launceston und die Lilydale Road (B81) an den East Tamar Highway (A8) an. Benannt ist sie nach der nordwestlich von Launceston am Port Dalrymple gelegenen Stadt George Town, zu der sie früher führte. Heute schafft der East Tamar Highway die entsprechende Verbindung.

## Verlauf
Die Straße zweigt westlich des Launcestoner Vorortes Mowbray vom East Tamar Highway ab. Auf dem ersten halben Kilometer heißt sie Newnham Link und führt nach Osten in das Zentrum von Mowbray und dann weiter in nördlicher Richtung nach Newnham. Nördlich von Newnham zweigt nach Osten die Lilydale Road (B81) ab, während die George Town Road weiter nach Norden und Nordwesten führt und schließlich wieder auf den East Tamar Highway trifft.